# 素顔のままで (ビリー・ジョエルの曲)
「素顔のままで」（すがおのままで、原題: Just the Way You Are）は、ビリー・ジョエルの楽曲。アルバム『ストレンジャー』（1977年）からの第1弾シングルとして発売された。B面は、同じく『ストレンジャー』収録の「最初が肝心」。

## 解説
当時の妻エリザベスに捧げられたラヴ・ソング。ボサノヴァのリズムを取り入れたミディアム・スロー曲であり、イントロから聴く事が出来るフェイザーが掛けられたフェンダー・ローズピアノはビリーによる演奏。間奏及び後奏などで聴けるサックス・ソロはジャズ・ミュージシャンのフィル・ウッズが担当し、ストリングス・セクションのオーケストレーションはパトリック・ウィリアムズが担当している。
当初はアルバムから外される可能性もあったが、当時ビリーの妻がマネージメントを担当していたフィービー・スノウが、バッキング・ボーカルとしてアルバム・セッションに参加していた際にこの曲を絶賛し、アルバムに収録することになったという逸話がある。（この時、リンダ・ロンシュタットもその場にいたとする説もあるが、フィービーはそれを否定している）
プロデューサーのフィル・ラモーンは、制作において10cc(「アイム・ノット・イン・ラヴ」)のテープループによるボーカル処理を参考にしたことを言及している
。
ビルボード誌のシングル・チャートで、ビリーにとって初のトップ10入りを果たした曲で、最高位では3位まで達した曲でもある。また、同誌のアダルト・コンテンポラリー・チャートでは1位を獲得し、その後、グラミー賞最優秀レコード賞と最優秀楽曲賞の2部門を受賞  。

## カヴァー
- バリー・ホワイトが『The Man』（1978年）で取り上げた。シングル・カットもされて、ビルボードのブラック・チャートで45位[4]。
- グラント・グリーンが『Easy』（1978年）で取り上げた。
- 高中正義が『ON Guitar』（1978年）で取り上げた。
- グローヴァー・ワシントン・ジュニアが『Reed Seed』（1979年）で取り上げた。
- フランク・シナトラが『Trilogy』（1980年）で取り上げた。
- 阿川泰子が『YOUR SONGS』（1990年）で取り上げた。
- ジョー・パスによる1991年の演奏が、ライヴ・アルバム『Virtuoso Live!』に収録。
- ダイアナ・クラールがライヴ・アルバム『Live in Paris』（2002年）に、スタジオ録音のカヴァーをボーナス・トラックとして収録。
- 大野雄二トリオが『LUPIN THE THIRD "JAZZ" PLAYS THE "STANDARDS" & OTHERS』（2004年）で取り上げた。
- つんく♂が『タイプ2』（2005年）で取り上げた。
- ビリー・ジョエルのトリビュート・アルバム『WANNA BE THE PIANO MAN』（2006年）で槇原敬之が歌った。
- 杉山清貴がカヴァー・アルバム『FEN（Favorite Eternal Numbers）〜Desperado〜』（2007年）で取り上げた。

## 映画・テレビでの使用
- 映画『ブルース・ブラザース』（1980年公開）で、インストゥルメンタルによるカヴァー・ヴァージョンが使用された。
- 映画『ハッピー・エンディング』（2005年公開、日本未公開）でマギー・ジレンホールが歌った[5]。
- 2006年、日本のテレビ番組『2時ピタッ!』で、ミュージカル『ムーヴィン・アウト』のヴァージョンがエンディング・テーマに使用された。
- 2008年12月から、日本でトヨタ・エスティマのCMソングに使用された[6]。
- 2020年10月からはジェイケイハウスのCMソングに使用されている。